# SM-65E Atlas

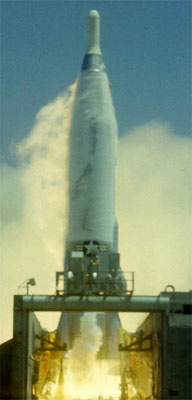
Lançamento de um míssil Atlas-E

O SM-65E Atlas, ou Atlas E, foi uma variante operacional do míssil Atlas. Ele voou pela primeira vez em 11 de outubro de 1960, e foi implantado como um ICBM operacional de setembro de 1961 até abril de 1966. Após a aposentadoria como um ICBM, o Atlas E, se junto com o Atlas F, e foi remodelado para lançamentos orbitais como o Atlas E/F. O último lançamento do Atlas E/F foi realizado em 24 de março de 1995, usando um foguete que tinha sido originalmente construído como um Atlas E.
Como ICBMs plenamente operacionais, o Atlas E e F (que diferiam apenas em sistemas de orientação) tinha atualizado motores e controle de inércia em vez da orientação chão rádio do Atlas D.